# Горст Гельтрінг
Горст Гельтрінг (нім. Horst Höltring; 30 червня 1913, Альтона — 24 серпня 1943, Атлантичний океан) — німецький офіцер-підводник, капітан-лейтенант крігсмаріне. Кавалер Німецького хреста в золоті.

## Біографія
1 квітня 1933 року вступив на флот. В березні-жовтні 1940 року пройшов курс підводника. З 13 листопада 1940 по 30 листопада 1941 року — командир підводного човна U-149, на якому здійснив 1 похід (18 червня — 11 липня 1941). З 8 січня 1942 року — командир U-604, на якому здійснив 6 походів (разом 179 днів у морі). 30 липня 1943 року U-604 був важко пошкоджений глибинними бомбами американського патрульного літака «Вентура», а 11 серпня потонув від отриманих пошкоджень. Всі 45 членів екіпажу були врятовані двома німецькими човнам, половина з них — U-185. 24 серпня U-185 був потоплений у Північній Атлантиці західніше Канарських островів (27°00′ пн. ш. 37°06′ зх. д.) глибинними бомбами «Евенджера» та двох «Вайлдкетів» з ескортного авіаносця ВМС США «Кор». За словами вцілілих, під час атаки Гельтрінг побіг в носовий торпедний відсік, де двоє матросів з U-604 благали про допомогу. Щоб вони не страждали, задихаючись у воді, Гельтрінг застрелив їх, а потім і себе.
Всього за час бойових дій потопив 7 кораблів загальною водотоннажністю 40 097 тонн.
| Дата           | Назва корабля    | Тип                   | Тоннаж | Вантаж                                                  | Екіпаж | Загинули | Країна             | Конвой |
| -------------- | ---------------- | --------------------- | ------ | ------------------------------------------------------- | ------ | -------- | ------------------ | ------ |
| 27 червня 1941 | М-99             | Підводний човен       | 206    |                                                         | 20     | 20       | СРСР               |        |
| 25 серпня 1942 | Abbekerk         | Торговий теплохід     | 7 906  | 9489 тонн цукру, генеральних вантажів і пошти           | 64     | 2        | Нідерланди         |        |
| 27 жовтня 1942 | Anglo Mærsk      | Тепловий танкер       | 7 705  | Баласт                                                  | 35     | 0        | Британська імперія | SL-125 |
| 30 жовтня 1942 | Président Doumer | Десантний корабель    | 11 898 | Генеральний вантаж, у тому числі 50 тонн пальмових ядер | 345    | 260      | Британська імперія | SL-125 |
| 30 жовтня 1942 | Baron Vernon     | Торговий пароплав     | 3 642  | 5500 тонн залізної руди                                 | 49     | 0        | Британська імперія | SL-125 |
| 2 грудня 1942  | Coamo            | Пасажирський пароплав | 7 057  |                                                         | 186    | 186      | США                | MKF-3  |
| 23 лютого 1943 | Stockport        | Торговий пароплав     | 1 683  |                                                         | 64     | 64       | Британська імперія | ON-166 |

## Звання
- Кандидат в офіцери (1 квітня 1933)
- Фенріх-цур-зее (1 липня 1934)
- Оберфенріх-цур-зее (1 квітня 1936)
- Лейтенант-цур-зее (1 жовтня 1936)
- Оберлейтенант-цур-зее (1 червня 1938)
- Капітан-лейтенант (1 березня 1941)

## Нагороди
- Медаль «За вислугу років у Вермахті» 4-го класу (4 роки)
- Залізний хрест 2-го і 1-го класу
- Нагрудний знак підводника
- Німецький хрест в золоті (6 листопада 1943, посмертно)